# Ерлон Сілва
Ерлон де Соуза Сілва (порт. Erlon de Souza Silva, 23 червня 1991, Убатан) — бразильський спортсмен-веслувальник, що спеціалізується на спринті.

## Участь у міжнародних змаганнях
Брав участь у Південоамериканських іграх 2010 у Медельїні у трьох видах веслярського спринту на каное: на дистанціях 200, 500 і 1000 м, і на всіх посів перші місця.
У Панамериканських іграх 2011 у Гвадалахарі і Панамериканських іграх 2015 у Торонто змагався у перегонах каное-двійок на дистанції 1000 м, завоював срібляні медалі.
У парі з Ісакіасом Кейросом завоював золоті медалі у змаганнях каное-двійок на дистанції 1000 м у Мілані (2015).
На Олімпійських іграх 2016 у Ріо-де-Жанейро в парі з Ісакіасом Кейросом взяв участь у перегонах каное-двійок на дистанції 1000 м, на яких бразильські спортсмени завоювали срібляні медалі.